# Sueño de libertad (película)
Lamma shoftak, en español Sueño de Libertad o Al verte, es una película de 2012 dirigida por Annemarie Jacir.

## Argumento
Jordania, 1967, Tarek es un niño palestino de 11 años que vive con su madre en un campo de refugiados jordano. Debido a la guerra de Palestina, se vio obligado a separarse de su padre para sumarse a la última oleada de refugiados. Un día, Tarek decide regresar a casa y camina solo hacia la frontera. En el camino se topa con un campo de entrenamiento de guerrilleros, los Fedayín, que le reciben como a una mascota. A partir de este momento comienza para Tarek un viaje de regreso que cambiará su vida para siempre.

## Producción
Annemarie Jacir se encargó del guion y la dirección, además del montaje, que realizó junto a Panos Voutsaras. El filme estuvo protagonizado por Mahmoud Asfa, Ruba Blal, Saleh Bakri, Ali Elayan, Firas Taybeh, Ruba Shamshoum y Ahmad Srour.
La fase de casting de la película duró aproximadamente un año, después del cual hubo un período de ensayo que duró tres o cuatro meses.

## Contexto
Sueño de libertad es la segunda película de Annemarie Jacir, rodada por primera vez en formato digital. La idea de escribir una historia sobre un niño exiliado que quiere regresar a casa nació de un sentimiento personal vivido por la directora. Tras la fase de postproducción de su anterior película, La sal de este mar, las autoridades israelíes negaron a la directora el regreso a Palestina, donde residía con su marido. Durante los cinco años siguientes a su traslado a Jordania, sólo se le permitió regresar a su país de origen por períodos cortos. Cuando finalmente se levantó la prohibición, volvió a vivir en Haifa.

## Reconocimientos
La película ha sido reconocida en numerosas ocasiones, sobre todo en festivales de cine del mundo árabe. Entre otros galardones, ganó el premio a la Mejor Película Árabe en el Festival de Cine de Abu Dhabi, el Premio Don Quijote en el Festival Internacional de Cine de Cartago, Mención Especial en el Festival Internacional de Cine de El Cairo, el Premio Netpac a la Mejor Película Asiática en el Festival Internacional de Cine de Berlín, el premio SIGNIS y el de la audiencia a Mejor películo del Festival internacional de Amiens y el premio a la mejor película del Festival de Cine de Phoenix.
Además, el filme fue nominado en certámenes como el Festival Internacional de Cine de Sao Paulo, a la mejor película; el Asia Pacific Screen Awards, como mejor película para niños; al Premio Cinema Fairbindet del Festival Internacional de Cine de Berlín; o en el Young Artist Awards por la mejor actuación de un joven intérprete, entre otros.